# Dipodomys ordii
Dipodomys ordii е вид бозайник от семейство Торбести скокливци (Heteromyidae).

## Разпространение
Видът е разпространен в Канада (Албърта и Саскачеван), Мексико и САЩ (Айдахо, Аризона, Вашингтон, Калифорния, Канзас, Колорадо, Монтана, Небраска, Невада, Ню Мексико, Оклахома, Орегон, Северна Дакота, Тексас, Уайоминг, Южна Дакота и Юта).